# Ignacio García Ergüin

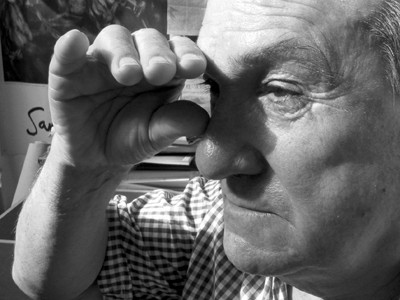
Ignacio García Ergüin

Ignacio García Ergüin (Bilbao, Vizcaya, 22 de julio de 1934) es un pintor español. 

## Historia

### Primera etapa

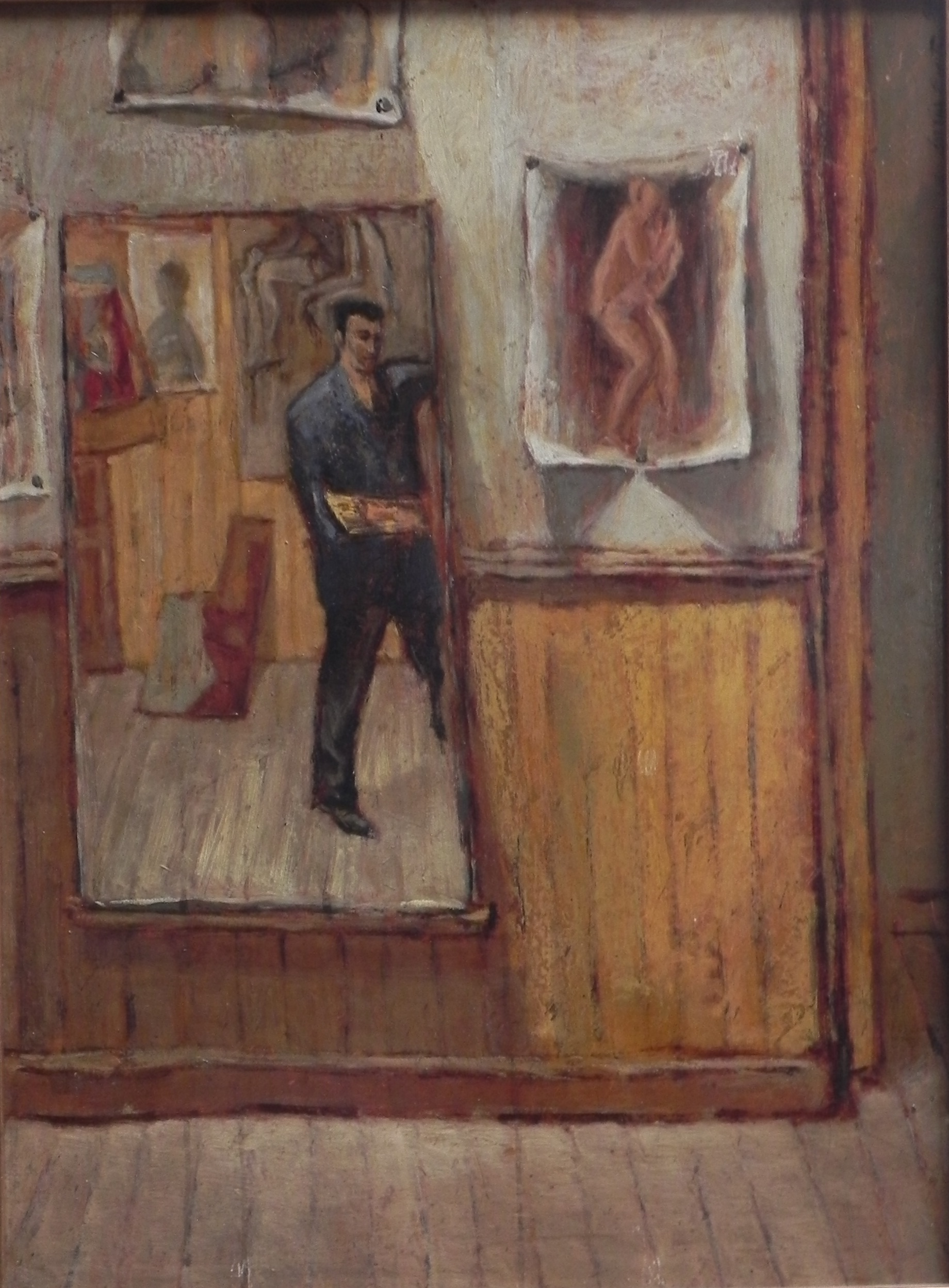
Autorretrato en el espejo 1956

Ignacio García Ergüin nació el 22 de julio de 1934 en la ciudad de Bilbao e inició su andadura con tan solo 14 años de edad, cuando pintó sus primeras acuarelas. Sus padres eran León –linotipista de El Correo Español– y Emilia –originaria de Mondragón. 
En 1946 comenzó sus estudios de latín en el Seminario Diocesano y tuvo sus primeros contactos con el óleo, temple, etc. En 1951 dejó la carrera eclesiástica para comenzar con sus estudios de pintura y dibujo en la escuela sindical, con los profesores José Lorenzo Solís y Salinas. De esa etapa, hay que destacar los primeros bocetos, acuarelas y bodegones, sin olvidar algunos paisajes de exterior y los autorretratos. Según el pintor, "los primitivos", que son los cuadros que ejecutó al principio, abarcan desde 1950 hasta 1960. 
En 1958 montó su primer estudio en la calle María de Muñoz de la ciudad de Bilbao y empezó a realizar una serie de viajes que le llevaron a París, donde realizó los primeros paisajes al natural. En noviembre de 1958 recibió el Primer Premio Nacional de Pintura de Educación y Descanso en Madrid. Ese mismo año, sigue viajando por Castilla y toma el primer contacto con la ciudad de Toledo, siempre muy presente en la trayectoria profesional del artista, debido a su riqueza cultural, pictórica y por sus importantes edificios arquitectónicos. En 1959 recibió la Medalla de Bronce en la XVII Exposición Nacional de Educación y Descanso que se llevó a cabo en Málaga. En 1960 realizó su primera exposición individual en la Sala Arthogar de Bilbao, y participa en la exposición de pintura contemporánea española del Ayuntamiento de Córdoba. 

### La beca de Iberduero
En esos años continúa compaginando el trabajo en Iberduero con el de pintor, hasta que en 1961 la empresa le concede una beca para estudiar en Múnich, en la Academia de Pintura (Bildenden Künste Akademie con München). Sus viajes por Europa, aprovechando las opciones y alternativas de residir en Alemania, le permiten conocer otras ciudades y países, así como perfeccionar el alemán, inglés y tomar contacto con otros artistas de la época o coetáneos. En 1961, Ignacio García Ergüin, en sus archivos personales, afirma "en adelante sólo vivo de la pintura y para la pintura". En el mes de noviembre de ese mismo año, expone en la ciudad de Madrid, invitado por el Círculo de Bellas Artes en su sala Goya, donde recoge una serie de cuadros sobre la ciudad de Toledo, que representa una constante en su trabajo profesional hasta la fecha. 
En 1962 cambia de estudio y se traslada a la calle Gran Vía Diego López de Haro de Bilbao. Por otro lado, en Cuenca, sigue pintado al natural. La segunda exposición en la sala Illescas, bajo el título de Cuenca, atrajo el interés de la crítica, amigos y familia, aunque los medios de comunicación ya recogen las distintas presentaciones. También interviene en la exposición "Medio Siglo de arte en Vizcaya" en la Universidad de Deusto. En 1963, en el mes de mayo, participó en la II Bienal de Pintura y Escultura de Zaragoza, aunque sigue pintando bajo la temática de Castilla y viajando a las ciudades de París y Múnich. Dos años más tarde, invitado por la Fundación Rodríguez Acosta, viajó y pintó por La Mancha y sur de España, sin dejar de atender la Segunda Medalla y Premio "Quintería" en la XXVI Nacional de Valdepeñas con el cuadro "Criptana". Los premios, menciones, galardones y recomendaciones son una constante hasta la consolidación de las distintas temáticas. 

### Saint Paul de Vence
Asimismo, la II Medalla en la III Bienal de Zaragoza con el cuadro "Toledo" en el mes de mayo es otro de los hechos más destacados. Del 5 de junio al 15 de julio de 1965 participó en la Exposición de la Ecole de St. Paul de Vence, bajo el título de "Pintores de ayer y hoy" conjuntamente con obras de Braque, Matisse, Léger, Dufy, Bonnard, Derain, Picasso, Chagall, Miró, Hartung y Pierre Tal-Coat (etc), en el Museo Municipal de Saint Paul de Vence. En el mes de agosto, se realiza una exposición dedicada a su obra organizada por el Ilustre Ayuntamiento de San Sebastián, para después volver a Francia y formar parte del equipo de la nueva galería Stella St. John de Saint Paul de Vence, participando al lado de Borsi, Dauphin, André Verdet y otro español, el escultor Pablo Serrano. De esos años, cabe reseñar la importante amistad con el pintor Enzo Cini, de origen italiano, aunque residente en la Costa Azul hasta su fallecimiento, con el que ha estado en contacto hasta la muerte de éste. 
En 1966 llevó a cabo la II Exposición individual en Madrid, en el Círculo de Bellas Artes (Sala Goya). Ese mismo año, recibe la III Medalla en la Nacional de Bellas Artes, con el cuadro "Paisaje Rojo", y participa en su IV Exposición en la ciudad de Bilbao en el mes de abril, en la Galería Grises. Además, se estrena en Francia, por medio de la Exposición individual en la Galería Stella St. John de Saint Paul de Vence, bajo el título de "L`Espagne de García Ergüin". En 1966 aparece una primera mención en un libro sobre arte escrito por Manuel Llano Gorostiza. En 1967, la obra de García Ergüin se consagra en el ámbito nacional e internacional, y el artista empieza a pintar murales para varios buques (salones para el Cabo Izarra y Ciudad de Tenerife, entre otros). 

### Consolidación
En los meses de junio y julio, de nuevo, participa en la exposición a los artistas premiados entre 1957 y 1966 en la Fundación Rodríguez Acosta en Granada. El 21 de julio de 1967 contrajo matrimonio en Bilbao con María Aránzazu Elorriaga Llona. En 1968 fue seleccionado por el Ministerio de Asuntos Exteriores - Relaciones Culturales representado a España en la VII Bienal de Alejandría y en "Exposition D`Art Plastique Espagnol Contemporain - Tunisíe 1968". En ese mismo ejercicio, el Ayuntamiento de Bermeo adquiere la obra galardonada como el mejor cuadro que representa la localidad dejando la obra en su Sala de Juntas. Entre los meses de octubre y noviembre viaja por Estados Unidos, Canadá y Méjico, donde, invitado por el Centro Vasco, realiza una exposición. El Cabo Izarra lleva a cabo una exposición permanente entre los viajes organizados entre Puerto Rico y Miami, los cuales forman parte de su ruta e itinerario. En el terreno personal, el 30 de diciembre de 1968 nace Virginia García-Ergüín, que se convierte en su primera hija. 
Según las palabras recogidas de los manuscritos de García Ergüin, en 1969, "se abre una nueva etapa figurativa en mi pintura". De un fuerte figurativismo aparecen una serie de cuadros que conducen al artista y espectador a la abstracción, "para después volver con más fuerza a la figuración en la línea de los clásicos españoles". La quinta exposición de Bilbao (1 al 20 de diciembre) se realizó en la Sala Illescas. En 1970, Ergüin se dedicó a pintar al natural, sin dejar de lado los retratos. Recibe la I Medalla de Dibujo y la Segunda Medalla de Pintura en la Primera Bienal Nacional del Deporte en el Arte (ARTSPORT - 1970). En el mes de junio es galardonado con la II Medalla Nacional de Bellas Artes. La Galería Frontera, por medio de "Maestros Vascos del Dibujo", decide contar con la presencia del artista, el cual comienza a participar de forma más asidua en las exposiciones colectivas, como se recogen en las distintas fuentes consultadas. 
En 1971 realiza la VI Exposición en Bilbao (22 de enero al 10 de febrero), aparece en el libro de Juan Antonio Gaya Nuño titulado "La pintura española del siglo XX" y es seleccionado para las exposiciones itinerantes de la Dirección General de Bellas Artes. Invitado a la Bienal de Burdeos, deja el estudio de la Calle Gran Vía Diego López de Haro, Nº30 y se muda a la Calle Mazarredo, Nº49 en la ciudad de Bilbao. En 1972, uno de los años más importantes en la historia del pintor, colabora en la "Muestra de escultura de José María Cundín y pintura de García Ergüin", en la galería Illescas, del 18 al 21 de febrero y con las vistas puestas en otras colaboraciones a medio plazo. 

### New Orleans
"Wiews of Toledo" (Múltiples de Toledo) es uno de los proyectos cumbres que le permite el segundo reconocimiento internacional, teniendo en cuenta que el primero fue en Francia. La Internacional House - New Orleans (12 al 30 de junio) exhibe los cuadros del pintor, y a la vuelta, por medio de la galería Arteta, se realiza la I Exposición "Mediano y pequeño formato en la pintura contemporánea". En 1973, esta misma galería, le invita a participar en la exhibición que lleva el título de "El tema vasco y el Bilbao retrospectivo", así como participa en la Primera Exposición homenaje a pintores vascos que se realizó en la Galería Gavar. En 1974 está presente en la "Exposición Aniversario de Gavar" (Madrid), en la II Exposición colectiva de pintores vascos (Galería Arteta - Bilbao) y en la Galería Arteta en la Exposición que llevó por título "Puertos Pesqueros. Bermeo y Ondárroa". 
En ese sentido, cabe destacar la importancia de los actos públicos y privados entre 1972 a 1977, ya que los medios de comunicación y la crítica se suman a la consolidación del nombre del artista. "4 pintores vascos de hoy", "El color rojo en la pintura" o "Gran colectiva de dibujos" son algunos de los títulos de otros eventos en las Galerías Grin-Gjo y Caledonia, en la que aparece, analizan y comentan los colores de la paleta empleados y el gusto por el estilo clásico.

### Bermeo, fútbol y Athletic Club de Bilbao

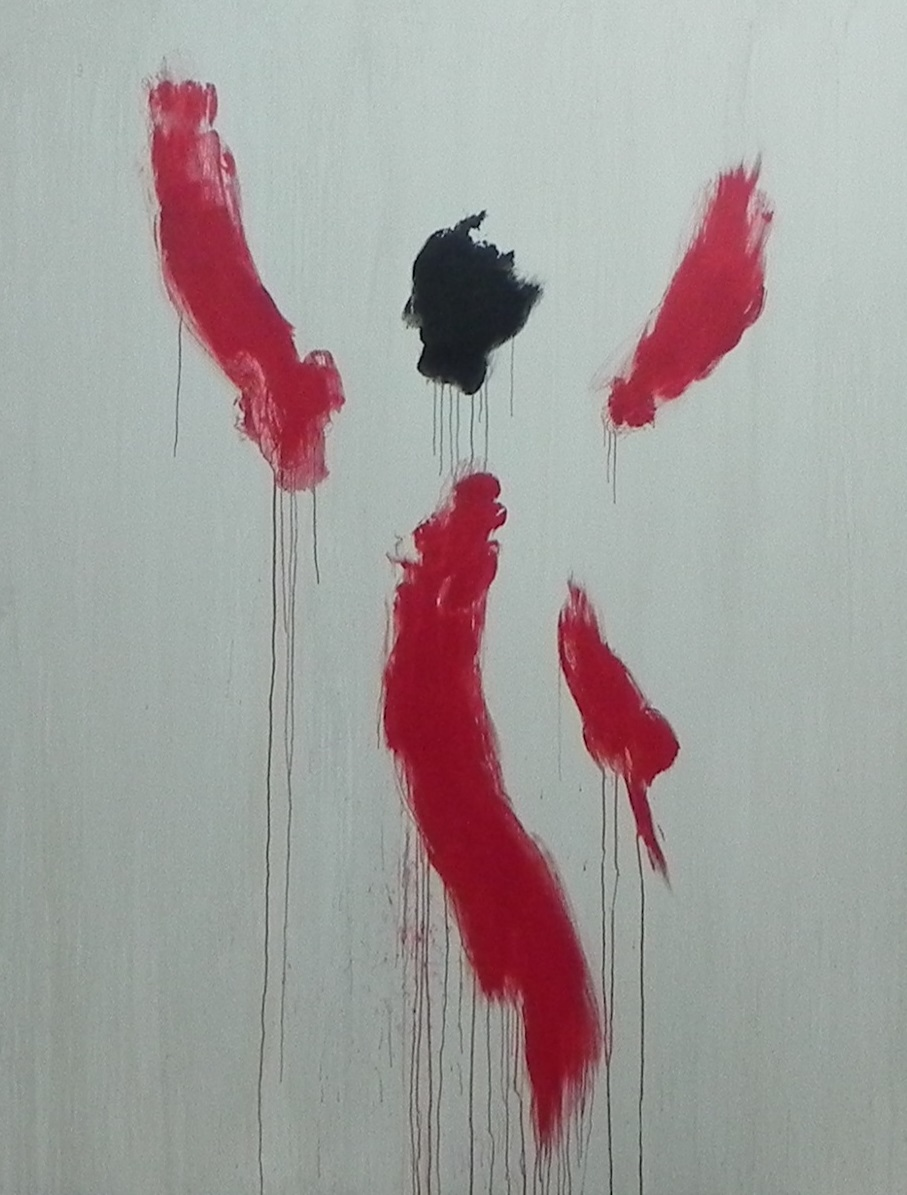
Logotipo de Athletic Club de Bilbao 1998

Bermeo, sus cuadros y dibujos sobre la localidad, y el encargo de 30 murales para el Athletic Club de Bilbao (30 bocetos 10F y 15 Murales 2x1, 70 metros) marcan el año 1976, sin dejar de lado los retratos de D. Ángel Galíndez, Sr. Arbulu y el "Niño de la Capea". Los murales sobre fuerza vasca para Iberduero, S.A., y la II Exposición sobre la Lonja de Bermeo son otros hechos destacables, aunque el artista se centra también en el deporte vasco. 
Entre 1977 y 1980, Ergüin sigue presentando sus colecciones en Arteta, Álava, Oquendo y "Eguberri", aunque aparece un interés creciente en la isla de Lanzarote, por medio de sus paisajes, color y posibilidades, así como en Méjico, donde consiguió exhibir sus Playas en la Galería "Arte y Proyección" en 1980. La Exposición del Hotel Salinas (1979, del 1 al 31 de agosto), es otra de las actividades y eventos más destacados y reseñados, porque en la isla de Lanzarote el artista fija su segunda residencia. El color, los cielos, el contraste de paisajes, el clima en sí y la apertura de su propia galería en Pueblo Marinero son algunos de los factores que le motivan a recorrer la isla y captar las mejores escenas, playas y personas. 

### Jazz
Por otra parte, en 1980, por medio de "Pinturas Negras", que recoge los cuadros de Jazz que el artista realizó desde que vio en directo a los músicos de la Preservation Hall Jazz Band, la galería Brossolí de Barcelona realiza un acto de presentación que contó con amigos, personalidades del mundo del arte y la recreación de una serie de canciones en directo, gracias a la interpretación de un conjunto musical. Ese mismo año, en el mes de septiembre, nace su segundo hijo, Ignacio García-Ergüín. Un año después, la galería Mun de Bilbao, realiza una exposición recogiendo el tema musical bajo el título de "Pinturas negras", respetando el concepto de las experiencias llevadas a cabo en otras ciudades. 
Suiza, Estados Unidos, Jávea, Madrid, el cartel de la Feria de Toros de Bilbao (1982) por el centenario de la Plaza de Vista Alegre, y las Playas, que es una de las colecciones más significativas, según los medios, galeristas y crítica en general, conducen a García Ergüin a ser seleccionado para "Le Salon des Nations" de París, así como participa en ARCO en 1983. En 1987, el Museum Gallery de Houston, realiza una exposición sobre su arte, sin dejar de lado la importancia de Playas y Cielos, como se pudo comprobar en la Galería Sur de Santander. Asimismo, entre 1980 a 1990, hay que destacar algunas de las temáticas ya comentadas, como aquellos cuadros de fútbol, sobre el mundo del toreo, los retratos de algunos exalcaldes de la ciudad de Bilbao para el Ayuntamiento, o bien, el homenaje a la figura de Alejandro Cabrera, que fue bautizado como "El Niño de la Prensa".

### Óperas y etapa religiosa

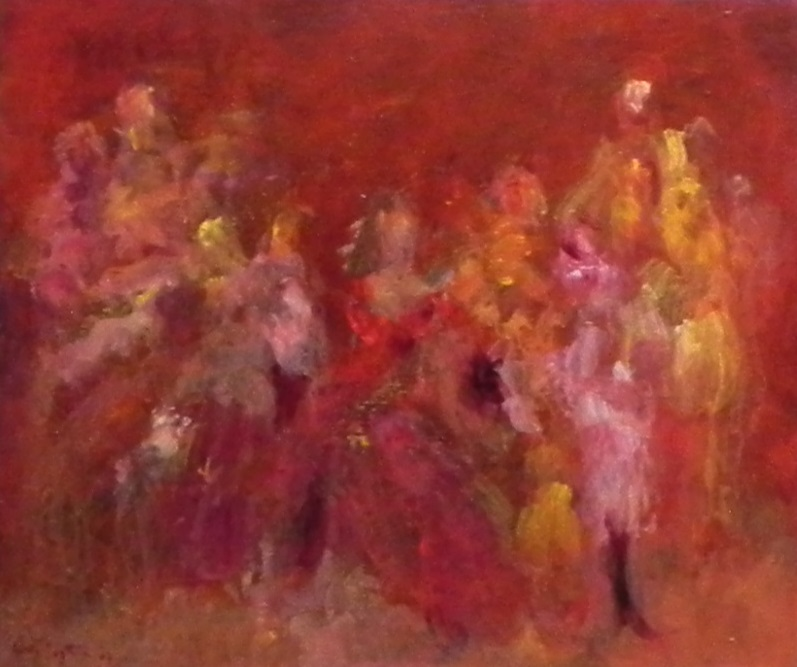
Carmen sentada sobre la mesa 2007

A principios de la década de los 90, Ergüin recibe la llamada y visita del exdirector del Teatro Arriaga de Bilbao, Luis Iturri, que le ofrece participar en la elaboración de las telas y telones de la Ópera Carmen, el musical. De la misma manera, en la década de los 90, el artista centra sus esfuerzos profesionales en trabajar de forma intensa en ese proyecto, pero también en la Ópera Bohéme y Manon (1997), sin dejar de lado otros compromisos y viajes por Estados Unidos (Nueva York) o Alemania (Potsdam), o bien, el tema del retrato y la serie de Tierra de Campos, que le lleva de nuevo a sus orígenes y viajes por Castilla. 
En 1998 realiza el logotipo del centenario del Athletic Club de Bilbao, el equipo decano de la Liga Nacional de Fútbol Profesional (LFP). En la primera década del siglo XXI, Ergüin se centra en la etapa religiosa, tanto en el retablo de la Iglesia de San Antón de Bilbao (2003), como en los trabajos realizados en la parroquia de San Vicente Mártir de Abando (2008 y 2010). Posteriormente, el pintor ha presentado el Mural de Bilbao, una obra de 2,5 metros de altura y 5,25 metros de ancho en la sede de Viviendas de Vizcaya, en la calle Gran Vía Diego López de Haro, y en la actualidad se encuentra trabajando en la digitalización de todos sus cuadros, colecciones, archivos y todo tipo de materiales, con el objeto de consolidar su legado artístico, aunque sigue participando de forma activa en otros proyectos y pedidos realizados.

## Reconocimientos
Ha contado con numerosos premios recibidos a lo largo de su trayectoria profesional (Primer Premio Nacional de Pintura, Educación y Descanso recibido en el mes de noviembre de 1958, medalla de bronce en la XVII Exposición Nacional de Educación y Descanso de Málaga en 1959, Primer Premio Fundación Rodríguez Acosta de Granada en 1964, Premio Diputación de León en la primera Nacional de Bellas Artes en 1964, Segunda Medalla y Premio Quintería en la XVI Nacional de Valdepeñas en 1965, Tercera Medalla en la Nacional de Bellas Artes en 1966, Primer Premio de pintura al mejor cuadro que representó Bermeo en 1968, Primera Medalla de Dibujo y Segunda Medalla de Pintura en la Primera Bienal Nacional de Deporte en el Arte en 1970, entre otros galardones).